# Manuel Sacristán
 (janvier 2024).
La mise en forme du texte ne suit pas les recommandations de Wikipédia : il faut le « wikifier ».
Les points d'amélioration suivants sont les cas les plus fréquents. Le détail des points à revoir est peut-être précisé sur la page de discussion.
- Les titres sont pré-formatés par le logiciel. Ils ne sont ni en capitales, ni en gras.
- Le texte ne doit pas être écrit en capitales (les noms de famille non plus), ni en gras, ni en italique, ni en « petit »…
- Le gras n'est utilisé que pour surligner le titre de l'article dans l'introduction, une seule fois.
- L'italique est rarement utilisé : mots en langue étrangère, titres d'œuvres, noms de bateaux, etc.
- Les citations ne sont pas en italique mais en corps de texte normal. Elles sont entourées par des guillemets français : « et ».
- Les listes à puces sont à éviter, des paragraphes rédigés étant largement préférés. Les tableaux sont à réserver à la présentation de données structurées (résultats, etc.).
- Les appels de note de bas de page (petits chiffres en exposant, introduits par l'outil «  Source ») sont à placer entre la fin de phrase et le point final[comme ça].
- Les liens internes (vers d'autres articles de Wikipédia) sont à choisir avec parcimonie. Créez des liens vers des articles approfondissant le sujet. Les termes génériques sans rapport avec le sujet sont à éviter, ainsi que les répétitions de liens vers un même terme.
- Les liens externes sont à placer uniquement dans une section « Liens externes », à la fin de l'article. Ces liens sont à choisir avec parcimonie suivant les règles définies. Si un lien sert de source à l'article, son insertion dans le texte est à faire par les notes de bas de page.
- La présentation des références doit suivre les conventions bibliographiques. Il est recommandé d'utiliser les modèles {{Ouvrage}}, {{Chapitre}}, {{Article}}, {{Lien web}} et/ou {{Bibliographie}}. Le mode d'édition visuel peut mettre en forme automatiquement les références.
- Insérer une infobox (cadre d'informations à droite) n'est pas obligatoire pour parachever la mise en page.

Pour une aide détaillée, merci de consulter Aide:Wikification.
Si vous pensez que ces points ont été résolus, vous pouvez retirer ce bandeau et améliorer la mise en forme d'un autre article.
Pour les articles homonymes, voir Sacristán.
Manuel Sacristán Luzón, né le 5 septembre 1925 à Madrid et mort le 27 août 1985 à Barcelone, est un philosophe et militant politique espagnol et un des plus éminents introducteurs du marxisme en Espagne,. Il a réalisé d'importantes contributions dans divers champs, parmi lesquels la logique et la philosophie des sciences. Il est, en outre, reconnu par beaucoup comme le philosophe espagnol le plus important de la deuxième moitié du XXe siècle.

## Biographie
Il nait le 5 septembre 1925 à Madrid. Après la guerre, en 1940, sa famille déménage à Barcelone, ville dans laquelle, sauf rares exceptions, il réside jusqu'à sa mort. Élevé dans une famille qui soutient le camp franquiste, il devient très vite membre de la section jeune de la Phalange Espagnole. Il étudie le Droit et la Philosophie à l'Université de Barcelone, où il devient membre de la section culturelle du Syndicat Espagnol Universitaire (syndicat étudiant de la Falange). Après être entré  en contact avec des groupes clandestins anarchistes, Sacristán et deux autres collègues phalangistes se coient écartés de la SEU, ce qui provoque le suicide d'un d'entre eux et l'envoi de menaces de mort contre Sacristán.
Après ceci, il part pour la ville allemande de Münster pour étudier la logique mathématique et la philosophie des sciences (1954-1956). Il y est avec Ulrike Meinhof. À son retour, il devient professeur non-numéraire à la Faculté de Philosophie et de Lettres et à la Faculté d'Économie de l'Université de Barcelone, dans lesquelles il enseigne respectivement les Fondements de Philosophie et la Méthodologie des sciences.
La carrière académique de Sacristán est semée d'embûches. Il est expulsé de l'université en 1965 en raison de son positionnement politique antifranquiste, puis est réadmis dans le corps enseignant après la mort du général Franco, en étant nommé Professeur de Méthodologie des Sciences sociales de l'Université de Barcelone après l'instauration de la démocratie, non sans difficultés. Pendant le cours académique 1982/1983, il enseigne à l'Université nationale autonome du Mexique. Au Mexique, il rencontre Ángeles Lizón, qui l'accompagne jusqu'à sa mort.
Depuis 1947, Sacristán impulse diverses publications périodiques à caractère politique-culturel. Il a ainsi dirigé avec Juan Carlos García-Borrón, la revue Qvadrante, est rédacteur de la revue Laye, Quaderns de Culture Catalane (revue éditée clandestinement par le PSUC), participe à la revue Nous Horitzons, qu'il dirige et, en 1977, il est membre fondateur de la revue Materiales. Aux côtés de Giulia Adinolfi, il lance en 1979 l'initiative d'une nouvelle revue, Mientras Tanto, destinée à la reconsidération de l'idéal émancipatoire-communiste à la lumière de la critique écologiste et féministe et à la lumière de la matrice marxiste originaire. Y collaborent, entre autres, Antoni Domènech, Francisco Fernández Buey ou Víctor Rivières.
Il développe tout au long de sa vie un travail acharné comme éditeur et traducteur pour différentes maisons d'édition. Il traduit plus de 80 œuvres de divers auteurs, entre lesquelles on peut souligner Mario Bunge, Quine, Marx, Engels, Gramsci (que l'on peut considérer comme un de ses principaux référents intellectuels), Adorno, Karl Korsch, Lukács, Galvano Della Volpe, Galbraith, E. Fisher, Labriola, Marcuse, Ágnes Heller, György Márkus, E. P. Thompson., etc. Parmi ses œuvres en tant qu'auteur, on peut souligner l'Introducción a la lógica y al análisis formal (Barcelone, Ariel, 1969) et de nombreux articles et textes brefs compilés posthumément dans divers volumes de Panfletos y materiales (Barcelone, Icaria, 1983-1985).

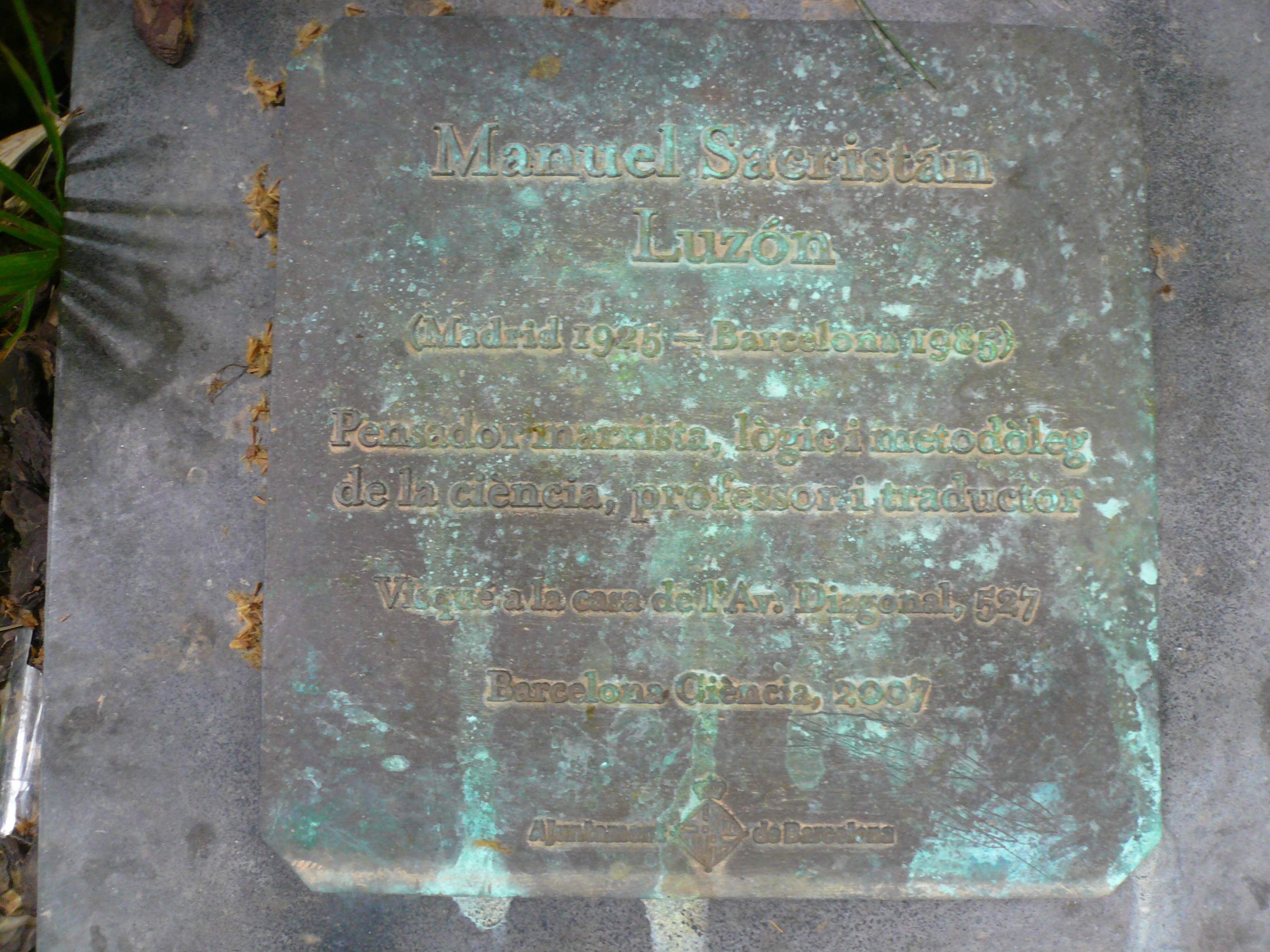
Plaque à Barcelone en souvenir de Manuel Sacristán

En 1975, il projète une édition critique en langue espagnole de l’œuvre complète de Marx et Engels en 68 volumes, sous l’égide de la maison d'édition Editorial Grijalbo. Seuls douze volumes de ce gigantesque projet voient le jour, entre lesquels on trouve les traductions de Sacristán du Capital, livre 1 et 2 et de l'Anti-Dühring. Sacristán prépare, édite et traduit une anthologie de textes d'Antonio Gramsci pour la maison d'édition Siglo XXI. Son travail éditorial est toujours déterminé par un engagement soutenu dans la recherche et l'enseignement, dans les domaines de la philosophie, de la méthodologie et de la critique culturelle, ainsi que par un engagement d'intervention dans le débat idéologique de son temps.
Ses premiers contacts avec le Parti Communiste d'Espagne (PCE) se produisent pendant son premier séjour en Allemagne. Il est membre des organes de direction du PSUC et du PCE dans la clandestinité, et développe pendant de longues années un intense travail politique sur le front universitaire et culturel. À partir de la crise de 1968 (Mai 68, et l'invasion de la Tchécoslovaquie), ses divergences avec la ligne officielle du PCE et du PSUC l'amènent à démissionner de presque toutes ses charges, bien qu'il reste dans leur base jusqu'à la fin des années 1970. Seulement en 1979 il déclare publiquement qu'il ne milite pas dans aucun parti politique.
En 1978, il intègre le Comité Antinucléaire de la Catalogne et fit partie du mouvement écopacifiste et contre l'OTAN. Il est également un acteur-clef dans la formation des Commissions ouvrières de l'enseignement.
Jusqu'à son décès à Barcelone le 27 août 1985 à l'âge de cinquante-neuf ans, Manuel Sacristán développe une intense activité intellectuelle et de lutte politique en devenant sans aucun doute l'un des philosophes espagnols les plus importants du XXe siècle.